# Apoštolský hřeben
Apoštolský hřeben (polsky Grań Apostołów) je horský masiv ve Vysokých Tatrách s nadmořskou výškou kolem 2100 m n. m. nalézající se v Polsku nedaleko od polsko-slovenské hranice.

## Poloha a okolí
Pod vrcholem leží horské jezero Morskie Oko v údolí Dolina Rybiego Potoku.
Sousedním vrcholem je Malý Žabí štít. Na západě se svažuje k horskému jezeru Morskie Oko.

## Etymologie
Název Grań Apostołów lze přeložit jako Apoštolský hřeben, protože skalní věže hřebene připomínají apoštoly. Sedm z nich je označeno římskými číslicemi od západu k východu jako Apoštolové I až Apoštolové VII.

## Turistika
Apoštolský hřeben neleží na žádné značené turistické stezce, ale v minulosti byl velmi oblíbený mezi horolezci. Od roku 1979 však již není horolezectví na Apoštolském hřebeni povoleno.

## Galerie

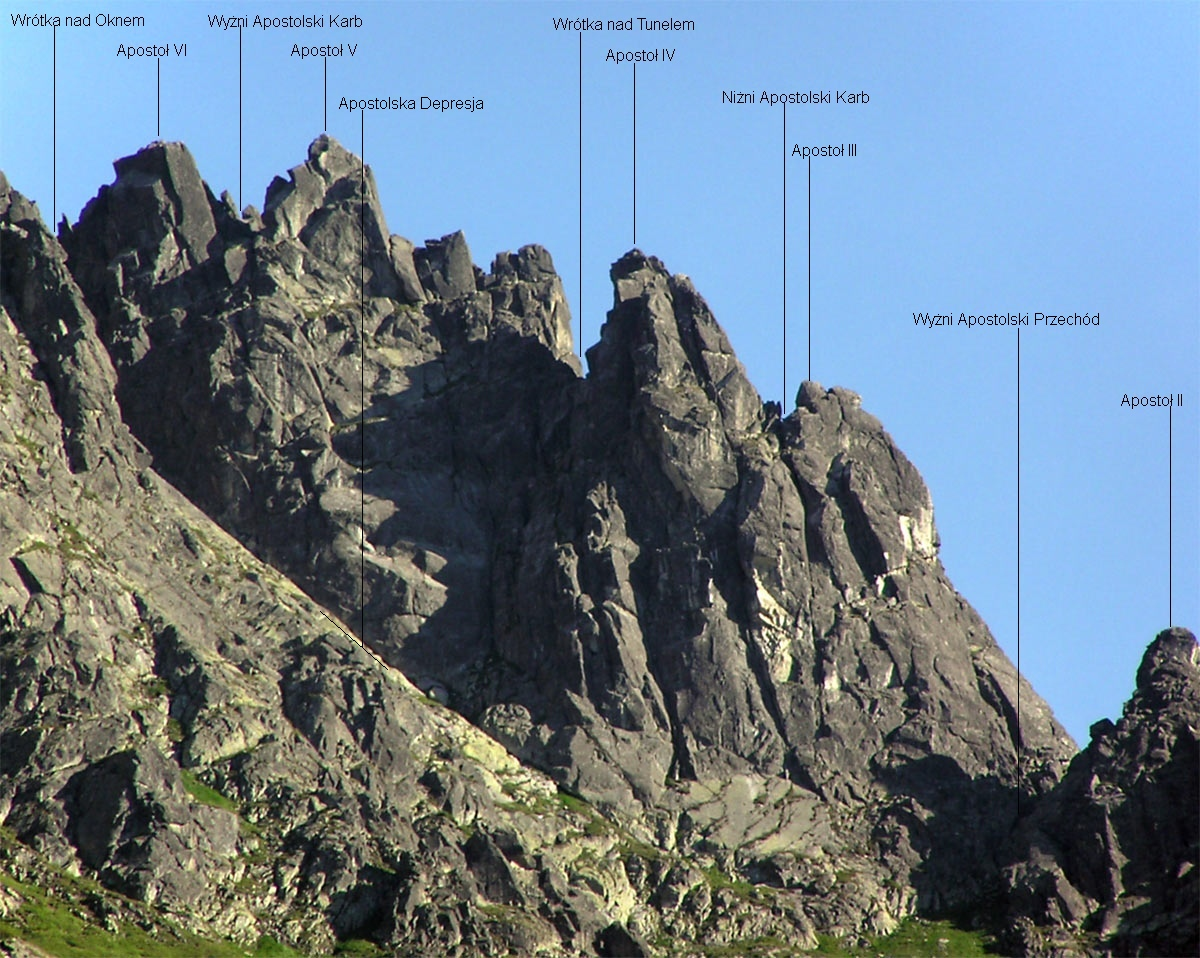
Apoštolský hřeben z cesty na Nížne Rysy
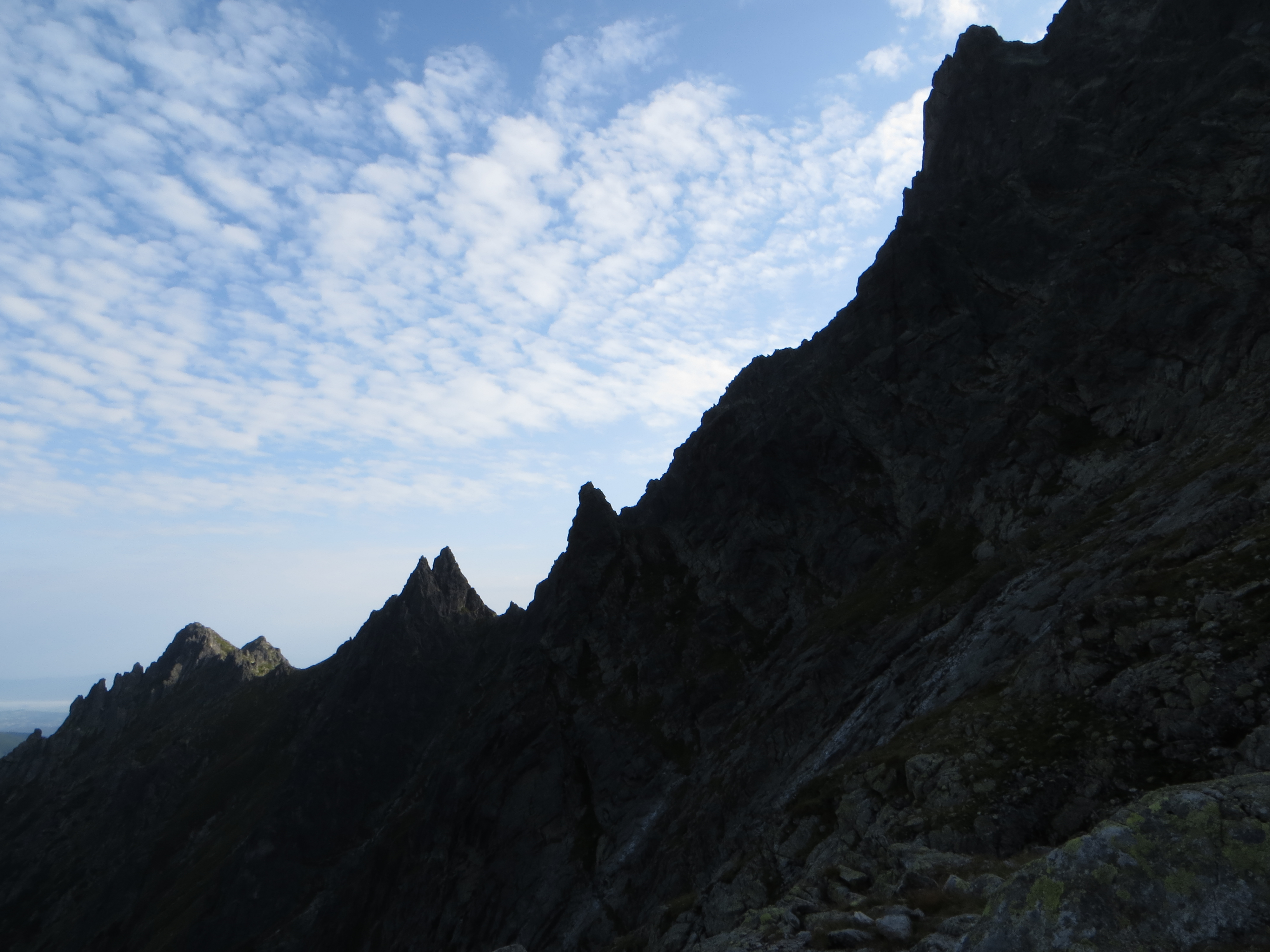
Apoštolský hřeben z cesty na Nížne Rysy
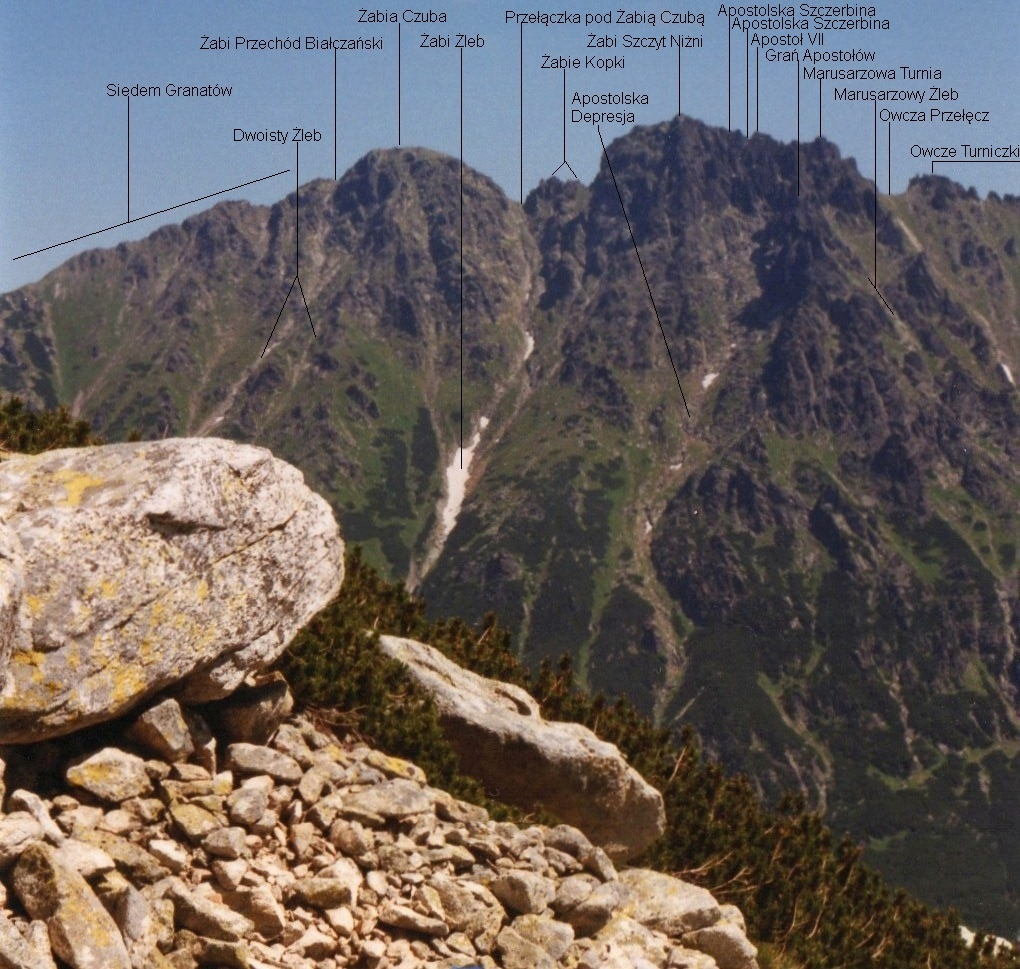
Apoštolský hřeben při pohledu z Doliny Za Mníchom